# SS Asia
El SS Asia fue un buque de vapor canadiense para pasajeros y carga de paquetes de la Northwestern Transportation Company. Tenía 41,5 m de eslora y 7,11 m de manga. Fue botado en St. Catharines, Ontario, en 1873 y construido como canaller, un buque diseñado para su uso en el Canal de Welland y otros cursos de agua cerrados de la época. Sus propietarios lo transformaron para utilizarlo en los Grandes Lagos. 

## Hundimiento
El 14 de septiembre de 1882 se hundió cerca de la isla Lonely, en la bahía Georgiana, con 123 muertos. El buque estaba equipado con botes salvavidas endebles que volcaron repetidamente en las aguas turbulentas. Un bote salvavidas que en un principio había salvado a 18 oficiales y pasajeros del Asia zozobró una y otra vez en condiciones de tormenta, provocando la muerte de la mayoría de los náufragos. Cuando el único bote salvavidas que quedaba llegó a tierra cerca de Parry Sound, sólo quedaban con vida dos pasajeros.